# 895
895 (DCCCXCV) je bilo navadno leto, ki se je po julijanskem koledarju začelo na sredo.

## Dogodki
- 1. januar
- 29. september - prva omemba gradu Brestanica (Rajhenburg)